# Bernardo Pallastrelli
Bernardo Pallastrelli (Piacenza, 1807 – Piacenza, 2 febbraio 1877) è stato uno storico, archeologo e numismatico italiano.

## Biografia
Era figlio di Gottardo e di Teresa, della famiglia dei Dal Verme. Studiò a Parma al collegio dei Nobili. Tornato a Piacenza continuò la sua formazione con lo zio Giuseppe Dal Verme e con il canonico Benedetto Bissi.
Si sposò nel 1837 e frequentò a Milano la biblioteca Ambrosiana e quella di Brera. Sempre a Milano iniziò a costruire le sue collezioni. Nel 1846 pubblicò uno studio numismatico, Cenni storici intorno alle Zecche patrie, sulla monetazione di Piacenza. Nel 1848 un altro studio sulle Lettere di mons. Goro Gheri, governatore di Piacenza, scritte nel 1515 a Giuliano, Giulio e Lorenzo de’ Medici e ad altri.
Nel 1848 fu nominato a dirigere un giornale vicino agli ambienti risorgimentali, Eridano, in cui descrisse gli avvenimenti piacentini del 1848.
Dopo il 1849 e il ritorno dei Borboni si allontanò dalla vita politica e si dedicò agli studi storici in particolare della storia medievale, collaborando alla Società storica parmense e ai progetti di Angelo Pezzana, per quello che riguardava la parte dei Monumenta ad provincias Parmensem et Placentinam pertinentia che riguardava Piacenza.
Nel 1859 Pallastrelli pubblicò i Chronica tria Placentina, con i manoscritti noti all'epoca: uno di Parigi attribuito a Codagnello, un notaio di Piacenza, uno di Londra, anonimo, e quello del Guarino.
Fu anche consigliere comunale e provinciale di Piacenza.

## Opere
- La città d'Umbria nell'Appennino piacentino
- Annales Placentini
- Chronica tria placentina a Johanne Codagnello, ab anonymo et a Guerino conscripta.
- Di alcuni nuovi giudizii intorno a Cristoforo Colombo
- Lo stemma della città di Piacenza
- Statuta Castri Arquati inter annos MCCCCXLV et MCCCCXLIX e vetutioribus descripta.